# ヒスイ

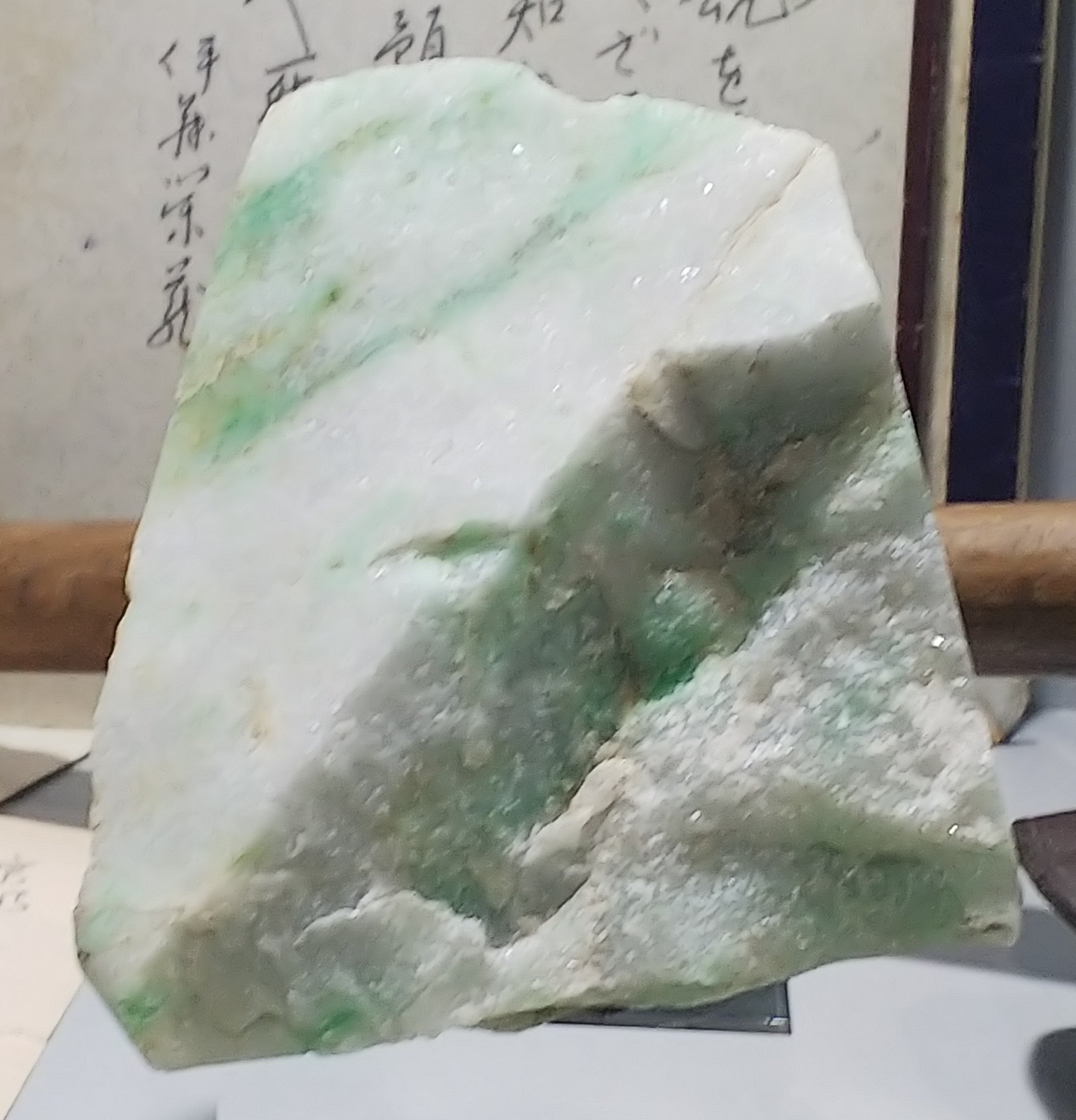
新潟県糸魚川市で産出した硬玉（ヒスイ輝石）の原石

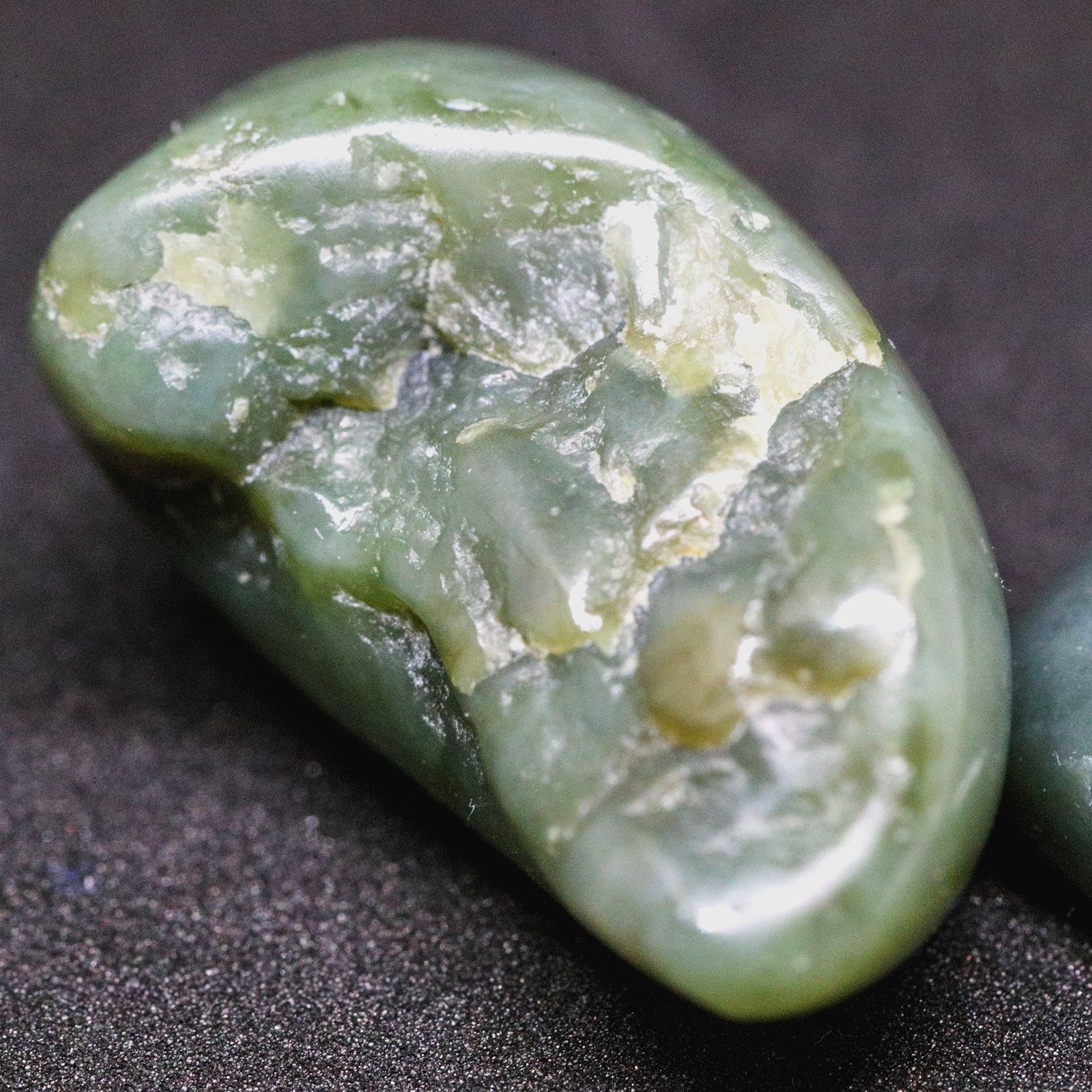
新潟県糸魚川市で産出した軟玉（ネフライト）の原石

ヒスイ（翡翠、英: jade、ジェイド）は、深緑の不透明～半透明な宝石の一つ。東洋（中国）や中南米（アステカ文明）では古くから人気が高い宝石であり、金以上に珍重されたこともある。古くは玉（ぎょく）と呼ばれた。
翡翠と称される鉱物には「硬玉（ヒスイ輝石）」と「軟玉（ネフライト : 透閃石-緑閃石系角閃石）」がある。両者は鉱物学的には全く別の鉱物である。しかし見た目では区別がつきにくく、宝石としてはどちらも「翡翠」として扱われる。

## 概要

### 古代史
ヒスイは非常に頑丈なことから、先史時代には石器武器の材料でもあった。ヨーロッパでは翡翠で作られた石斧が出土する。
現在判明している世界最古のヒスイの加工は、日本国内の新潟県糸魚川市（の現領域）において約5,000年前に始まったものである。世界最古の翡翠大珠が同国内の山梨県で見つかっている。2016年時点では国内の翡翠加工史は7千年前とされている（「糸魚川のヒスイ」も参照）。
中国ではヒスイは他の宝石よりも価値が高いとされ、古くから腕輪などの装飾品や器、また精細な彫刻をほどこした置物などに加工され、利用されてきた。
不老不死および生命の再生をもたらす力を持つと信じられており、古代においてはヒスイの小片を金属糸などでつないだ玉衣で貴人の遺体全体を覆うことが行われた。中南米の王族の墓でも同様の処置が確認される。ニュージーランドやメソアメリカではまじないの道具としても使われていた（メソアメリカでは腹痛を和らげる石として使われていた）。
- ヒスイ大珠。縄文中・後・晩期。左：伝十日町、中：伝茨城県、右：伝福岡県。新潟県立歴史博物館の展示。
- 中国で使用されたヒスイ製のボタン
- 前漢の中山靖王劉勝の金鏤玉衣（中国語版）
- ヒスイの小杯
- オルメカ文化の翡翠の仮面

### 硬玉と軟玉
硬玉と軟玉は組成的にはなんら関係のないものだが、見た目が似ていることからどちらも翡翠と称される。
中国では軟玉しか産しなかったこともあり軟玉も宝石とみなされるが、一般的には軟玉は半貴石に分類される。中国で翡翠として称されて販売されるものは現在でも軟玉が多い。軟玉のうち白く透明感のある最上質のものは羊脂玉と呼ばれ、硬玉よりも高値で取引されることがある。

### 現代の利用
ヒスイは装飾品のほか、ランプシェードなどの工芸品にも使われていて、中では高い硬度を生かしたコーヒーミルも作られている。

## 日本のヒスイ史
上述のように日本列島においては世界最古と考えられるヒスイ加工文化が発展したが、のちに衰退して忘れ去られていた。しかし20世紀に再び国内での産出が発見されたことで、歴史学的・地理学的な注目を浴びることとなった。

### 古代における発展

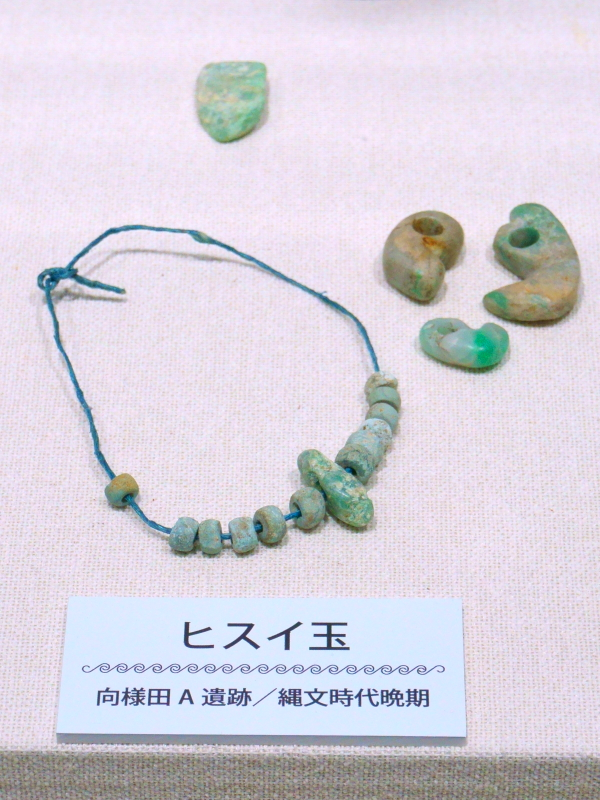
縄文時代の装身具

日本におけるヒスイ利用文化は約5,000年前の縄文時代中期に始まり、縄文人がヒスイの加工を行っていた。のち弥生時代・古墳時代においても珍重され、祭祀・呪術に用いられたり、装身具や勾玉などに加工されたりしていた。
新潟県糸魚川市（現在）のヒスイ海岸に打ち上げられたヒスイの原石が交易品として海路を用いて広く運ばれたとされ、北海道から沖縄に至る範囲で1千箇所以上でヒスイの加工品が発見されている。
糸魚川のヒスイは海外にも運ばれ、朝鮮半島からも出土している。さらに中国の史書「魏志倭人伝」に記載された邪馬台国の台与が中国王朝に贈った2個の勾玉がヒスイだったという説もある。

### 衰退と忘却
奈良時代に入り仏教が伝来すると、王朝はそれまで重要とされていたヒスイの利用を避けるようになり、急速に日本の歴史から姿を消した。ヒスイを多くあしらった国宝である東大寺不空羂索観音立像はその過渡期のものである。
そのため以後はヒスイの加工文化のみならず日本国内で産出することも忘却されており、昭和初期までの研究者たちは、日本国内の遺跡から出土するヒスイの勾玉等は海外（ユーラシア大陸）から持ち込まれたものだと考えていた。

### 再発見
1938年（昭和13年）、糸魚川市に在住する文学者の相馬御風が、史書の記載によればかつて糸魚川周辺を治めていたという奴奈川（ぬながわ）姫がヒスイの勾玉を身につけていたとされるため、付近にヒスイの産地がある可能性があると考えた。
相馬が知人の鎌上竹雄にその旨を話したところ、鎌上はさらに親類の伊藤栄蔵に口伝し、伊藤は同年8月12日に居住していた小滝村（現・糸魚川市）を流れる小滝川に注ぐ土倉沢の滝壷で緑色の美しい石を発見した。
翌1939年（昭和14年）6月、その石は鎌上の娘が勤務していた病院の院長である小林総一郎を通じて、小林の親類であり東北帝国大学理学部で岩石鉱物鉱床学を研究していた河野義礼へ送られた。河野の上司である教授の神津俶祐が所有していたビルマ産のヒスイとその石とを河野が分析比較した結果、小滝川で採れた緑色の石はヒスイであることが判明した。
さらに翌7月、河野は現地調査によって小滝川の河原にヒスイの岩塊が多数あることを確認し、河野は同年11月に論文を発表した。
この結果、日本国内にはヒスイの産地が存在することが証明された。奈良時代に忘れられて以降、約1,200年もの時を経た再発見であった。
北海道・青森から九州・沖縄まで日本列島と周辺で太古に利用されていたヒスイ加工品が海外渡来でなく日本国内由来のものであったことが示され、流通経路と方法については謎ながら考古学上および地質学上の通説を覆す、歴史的意義の大きい画期的な発見となった。

### 再発見にまつわる謎
この再発見に関してはさまざまな疑問点、またそれ以前の「再発見」の可能性を示す異説が存在する。詳細は糸魚川のヒスイ記事を参照。

### 現代
2016年（平成28年）9月には日本鉱物科学会により日本の国石と認定された。
なお、日本の天然記念物に指定されている場所での翡翠の採取は、文化財保護法に違反するおそれがある。
2025年8月、日本の大学の研究チームが翡翠から新鉱物を発見、アマテラス石と命名したことが発表。

## 中国の玉彫工芸史

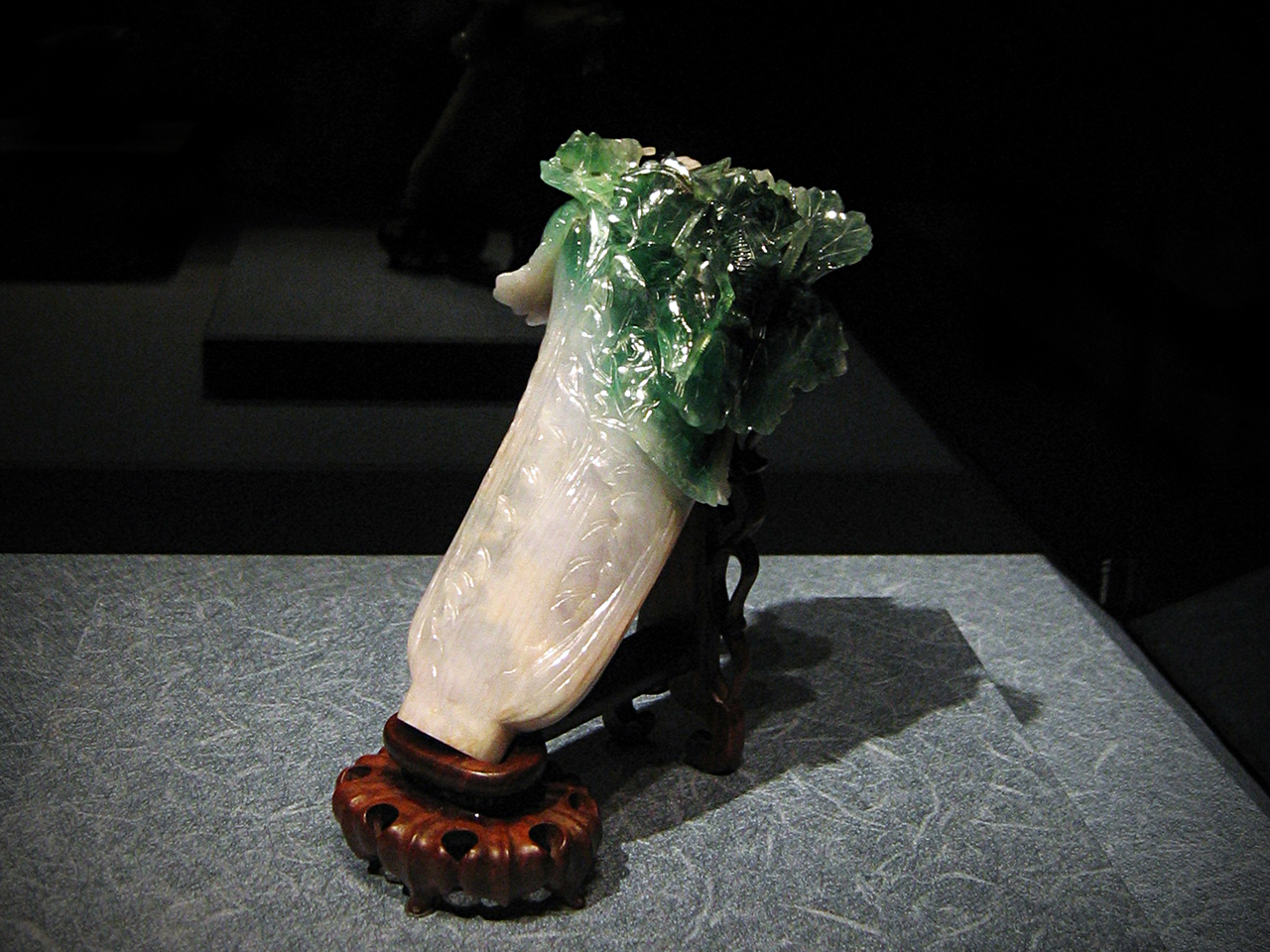
翠玉白菜

中国において玉は中国では美しい石、宝石の総称で、古くから実用品や装飾等の材料として用いられた。玉の中でも特に翡翠が珍重されたことから、玉は翡翠の意味としても使われた。
玉器すなわち玉彫工芸品は、中国の伝統工芸品において重要な位置を占める。璧・琮などの玉器は古くから作られ（古玉）、「和氏の璧」などの故事の題材にもなっている。
なお、草創期の玉器には石英や滑石も含むが、故宮博物院に収蔵されているような玉器のほとんどは軟玉である。
古い時代の中国では、特に白色のものが好まれており数々の作品が残っている。これらの軟玉の産地は、現在の中国新疆ウイグル自治区に属するホータンであり、他の軟玉より硬く籽玉（シギョク、シは米へんに子）または和田玉（古くはコーラン玉）と呼ばれていた。
18世紀（清の時代）以降、ミャンマーから硬玉が輸入されるようになると、鮮やかな緑のものが好まれるようになった。そのなかでも高品質のものは琅玕（、カンは玉へんに干）と呼ばれ珍重されることになった。台北国立故宮博物院にある有名な翠玉白菜の彫刻は硬玉製である。
琅玕は中国語で青々とした美しい竹を意味し、英語ではインペリアルジェイドと呼ばれる。これは西太后が熱狂的な収集家であったことに由来するとされる。
2008年（平成20年）の北京オリンピックのメダルにもヒスイの装飾が用いられた。

## 語源

### 翡翠
元々、翡翠は美しい石として、瑪瑙やその他の宝石とともに「玉」と総称されていた。
「翡翠」は中国では元々カワセミを指す言葉であったが、時代が下ると翡翠が宝石の玉も指すようになった。その経緯は分かっていないが以下の説がある。翡翠のうち白地に緑色と緋色が混じる石はとりわけ美しく、カワセミの羽の色に例えられ翡翠玉と名づけられたという。この「翡翠玉」がいつしか「玉」全体を指す名前になったのではないかと考えられている。
参考までに、古代日本では玉は「たま」、カワセミは「そび」「そにとり」と呼ばれていた。カワセミに「翡翠」の字があてられ「ヒスイ」とも呼ばれ始めたのは室町時代以降である。したがって「翡翠」の語は中国から輸入されたと推察できる。

### Jade
英語では、硬玉、軟玉、碧玉等の総称としてジェイド (Jade) を使っており、とくに硬玉と軟玉をわける必要があるとき、硬玉（ヒスイ輝石）をジェイダイト (Jadeite)、軟玉（透閃石-緑閃石系角閃石）をネフライト (Nephrite) と称している。
Jadeは元はejadeと言ったが、語頭のeが冠詞の一部と誤解されて抜け落ちた。Jadeの語源として、スペイン語の「piedra de ijada」（横腹の石の意）が、フランス語に移入して「pierre de jade」と変化し、これが英語に入り「Jade」となったとされる。なお「横腹の石」の名称は、翡翠が腎臓病に効くといわれていたことが由来となっている。スペイン人がメキシコのアステカ王国を滅ぼした後、メキシコからこの石を持ち帰ったことに起源し、スペインで翡翠が腎臓の痛みを治癒させると考えられていたのは、古代メキシコの風習がスペインに移入されたものと思われる。

## 産出地

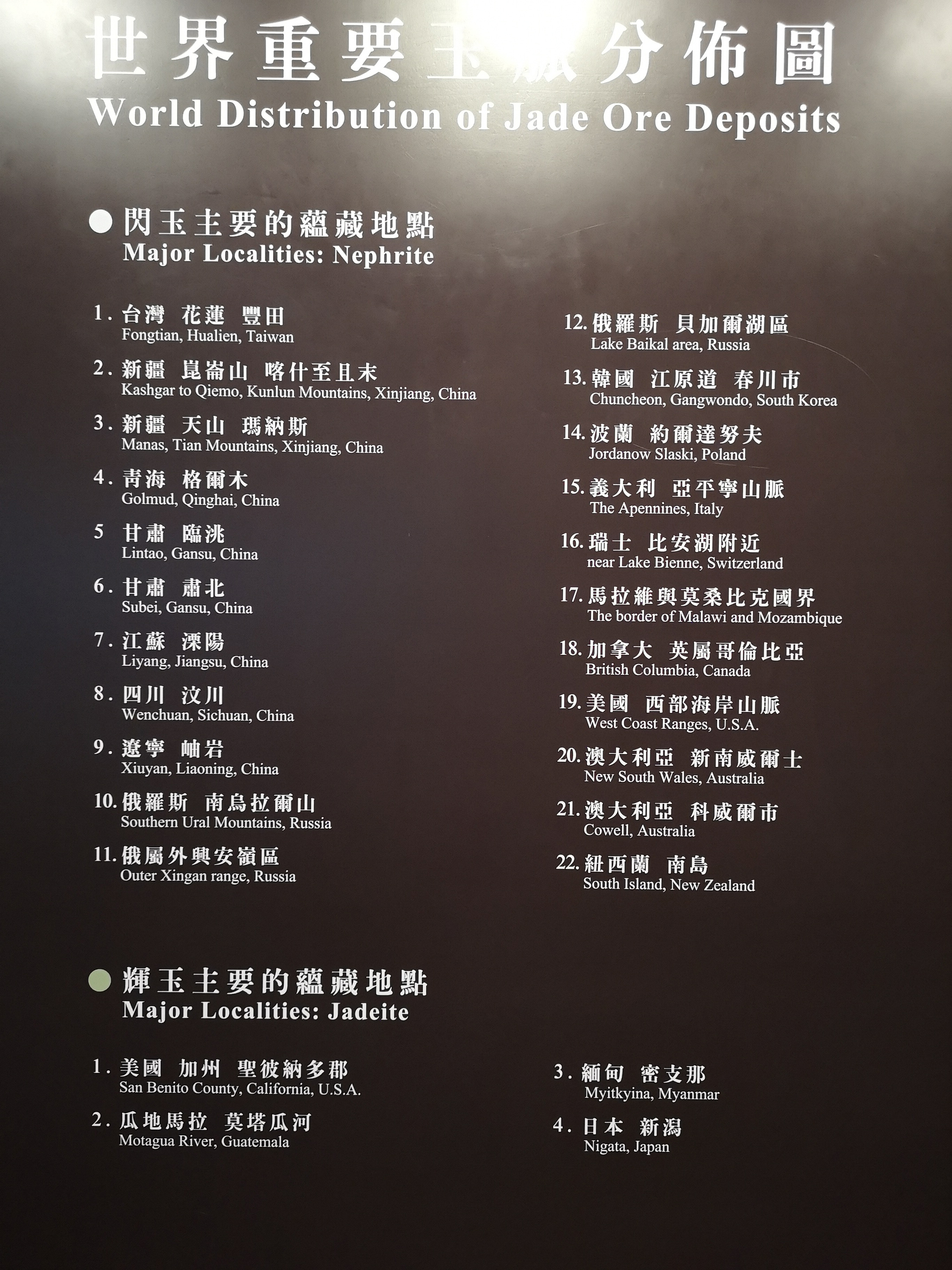
中華民国の国立故宮博物院に掲示されている、世界の主な翡翠産地

翡翠の生成には比較的低温ながら強い圧力が必要なため産出地は地殻プレートのぶつかりあうような土地に限られる。そのため、宝石になるような翡翠の産出地は世界的にも限られている。５億年前に生成され、地殻変動により1～2億年かけて地表にあがってくると考えられている。なお、中国のホータンで産出される翡翠（和田玉）は軟玉であり、中国に硬玉の産地は存在しない。

### 硬玉の主な産地

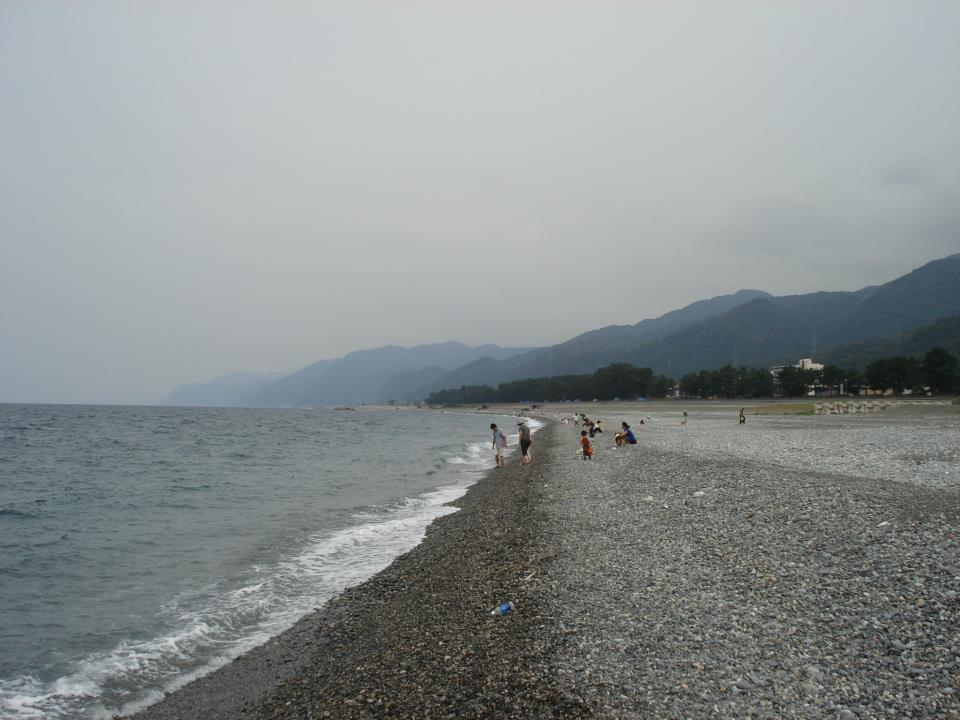
宮崎・境海岸（富山県）

- 日本 : 新潟県糸魚川市姫川流域、北陸の海岸や富山県の宮崎・境海岸（ヒスイ海岸）、兵庫県養父市（旧大屋町）、鳥取県、静岡県引佐地区、群馬県下仁田町、岡山県新見市の大佐山、熊本県八代市泉町など[4][16]
- ミャンマー : カチン高原（カチン州）
- グアテマラ : モタグア渓谷
- 米国 : カリフォルニア州ニューイドリア地区
- ロシア : 西サヤン山脈
- カザフスタン
- イタリア[15]
- ドミニカ共和国[15]
- インドネシア[15]

### 軟玉の主な産地
- 中国の新疆ウイグル自治区のホータン（和田）地区 : 古代において西域諸国と中国との間の重要な交易商品となった。ここで採れたものは特に和田玉と呼ばれている。
- ニュージーランド
- 米国 : ワイオミング州ウィンドリバー山脈

## 性質・特徴
翡翠は「硬玉」（ヒスイ輝石）と「軟玉」（ネフライト）の2種類があり、化学的にも鉱物学的にも異なる物質である。日本においては明確に区別されており、通常「翡翠」はヒスイ輝石を指す。このため、「硬玉」という用語はほとんど使われない。一方で、「軟玉」は現在でも使われている。宝石としての翡翠は50%以上のヒスイ輝石が含まれたヒスイ輝石岩を指す。それ以外のものは基本的には資産価値に乏しいとされている。本記事でも「翡翠」は、特に断りのない限りヒスイ輝石岩のことを指している。

### 鉱物学的特徴
硬玉 - ヒスイ輝石（jadeite、本翡翠、ジェイダイト、ジェダイト）
Na輝石の一種。イノ珪酸塩鉱物。化学組成: NaAlSi2O6。結晶系: 単斜晶系。色: 白色、淡緑色。モース硬度: 6.5 - 7。比重: 3.25 - 3.35。劈開・裂開: 完全。結晶の形: 単鎖型。
軟玉 - ネフライト（nephrite、透閃石-緑閃石系角閃石の緻密な集合）
Ca角閃石の一種。イノ珪酸塩鉱物。化学組成: Ca2（Mg,Fe）5Si8O22(OH)2。結晶系: 単斜晶系。色: 白色、葉緑色 - 暗緑色。モース硬度: 6 - 6.5。比重: 2.9 - 3.1。

### 堅牢性
硬玉はモース硬度が6.5 - 7、軟玉は6 - 6.5、と価値の高い宝石の中では硬度が低く、砂（石英）よりも硬度が劣るため傷がつきやすい。しかし翡翠は、硬玉も軟玉も、内部で針状～繊維状の小さな結晶が複雑に絡み合った鉱物（イノ珪酸塩鉱物）であり、すべての鉱物の中で最も割れにくい性質（靭性）を持っている。
ダイヤモンドは最も高いモース硬度を持っているが、ある特定の角度から衝撃を与えると簡単に割れる。一方、翡翠は細かな結晶の集まりであるため、衝撃に弱い方向というものが存在しない。ただし、鉱物としては強靭でも、天然翡翠の場合、ヒビや石目があるとそこから割れる場合もあるので取り扱いに気をつける必要がある。

### 翡翠の色
日本では翡翠は緑の宝石という印象を持つ人が多いが、その他にも、ピンク、薄紫（ラベンダー）、半透明、白、青、黒、黄、橙、赤橙といった様々な色があり、大きく分けて、15色程度と言われる。
化学的に純粋なヒスイ輝石の結晶は無色だが、翡翠は細かな結晶の集まりのため白色となる。また翡翠が様々な色を持つのは石に含まれる不純物や他の鉱物のためである。
翡翠の緑色には2つの系統があり、鮮やかな緑のものはクロムが原因であり、コスモクロア輝石の色である。もう一つの落ち着いた緑は二価鉄によるものであり、オンファス輝石の色である。同じ緑色でも日本と東南アジアでは好みが異なり、日本では濃い緑のものが価値が高く、逆に東南アジアでは色の薄いものが好まれている。ただしこれは比較的安価な場合であって、やはりどの国においても最も珍重されるのは琅玕と呼ばれる鮮やかで濃く透明感のあるものである。琅玕と呼ばれる品質の良いものには、トロリとしたテリのある透明感がある。
緑の次に人気の高い「ラベンダー翡翠」は、日本のものはチタンが原因でありやや青みがかってみえる。またミャンマー産のものは鉄が原因であり紅紫色が強い。
黄、橙、赤橙は、粒間にある酸化鉄の影響であり、黒色のものは炭質物が原因である。これらの色の翡翠は一般的には資産価値がない。日本では橙、赤橙系の翡翠は産出されていない。
青は、ヒスイ輝石には存在せず、主にオンファス輝石の色によっている。また、日本の翡翠中から見出される青い鉱物は、糸魚川石（SrAl2(Si2O7)(OH)2・H2O）という新鉱物であることが発見されている。

### 翡翠の成因
翡翠が産出されるところは全て造山帯であり、翡翠は主に蛇紋岩中に存在する。蛇紋岩は地殻の下のマントルに多く含まれる橄欖岩が水を含んで変質したもので、プレート境界付近で起こる広域変成作用の結果としてできる岩石である。
一方のプレートが他のプレートの下に潜り込むことにより広域変成作用が起こり、同時に激しい断層活動で地上に揉みだされることにより蛇紋岩は地表付近に出現する。その途中でアルビタイト（曹長岩）や変斑糲岩、変玄武岩を取り込むことがあり、それらが高い圧力のもとでナトリウムやカリウムを含んだ溶液と反応して翡翠に変化したと考えられている。
曹長石に高い圧力をかけることで起こる、NaAlSi3O8 = NaAlSi2O6 + SiO2という固相反応があることから、ヒスイ輝石は低温高圧でできると考えられてきたが、実際には翡翠中には石英がほとんど存在せず、沸石類のような低圧鉱物との共生も見られることから、詳しい成因については今後の研究が待たれている。

### 人工合成石
1984年にGE（ゼネラル・エレクトリック社）が人工的な合成に成功。ナトリウム、アルミニウム、酸化シリコンを混合し、1482℃、圧力120万kg/cm2 の条件下で、直径6.25mm×高さ12.5mm の円筒状結晶を得ている。
ただし、宝飾用のものを合成することは現在のところ困難である。

## 加工法
翡翠は多孔質の物質であり、様々な後加工が可能である。通常、宝石として販売される翡翠は、まったく無処理の翡翠は少なく、なんらかの改良処理がされているものがほとんどである。この処理のことをエンハンスメントという。

### エンハンスメント
エンハンスメントは天然の状態でも起こりうる現象を人為的に似せて行う改良であり、処理石とは見なされないとされる。
翡翠の場合、表面の光沢を改良する目的で、無色ワックスなどでエンハンスメント（蝋処理）が行われる。これらは鑑別書に明記されることがある。

### トリートメント
天然の状態では起こらない方法で改良処理されたものをトリートメントという。翡翠の場合は含浸と染色がある。これらは鑑別書に明記される。
含浸
天然翡翠には不純物の酸化鉄などで茶色が混ざっている場合も多い。翡翠は酸に比較的強いため、酢酸などにつけて鉄を煮出すことができる。その後エポキシ系樹脂に浸し表面を滑らかに整える方法は、中国では古くから行われている。
染色
翡翠は多孔質の物質であり、染料を簡単に吸収することから、価値の劣る白色の翡翠を染色することが行われている。

### 翡翠の等級
以上のような処理をほどこした翡翠は3つの等級に分けられる。
Aジェイド処理されていないもの。「ナチュラルナチュラル」と呼ばれる。
Bジェイド樹脂に浸したもの。同時に漂白処理もされることが多い。
Cジェイド染色されたもの。

## 鑑定・購入
翡翠の鑑別は科学的鑑定法が存在するが、一般人が行うことは難しいため専門機関に任せることになる。硬玉と軟玉の区別は非常につきにくいため、海外で購入する場合は特に注意が必要である。また宝石業界では、商品名の中に見かけのよく似たより高価な貴金属名を入れて顧客を騙す「フォールスネーム（偽名）」という慣習があるが、以下にあげるように、翡翠にはよく似た鉱物や少し加工するだけで翡翠に見せかけることができる鉱物が多いため、別の鉱物に「～翡翠」などというフォールスネームをつけて売られていることが少なくない。

### 翡翠に似る石
カルセドニー（玉髄、碧玉）、クリソプレーズ（オーストラリア翡翠とも呼ばれる）
カルセドニーはさまざまな呼び名があり、瑪瑙（メノウ）、カーネリアン、ブラッドストーンなどの変種がある。これも翡翠と同じような多孔質の石であり、しばしば染色されて販売されている。緑に染めた場合、青味がかかって見え、「ブルージェイド」と呼ばれる場合もある。クリソプレーズは緑色のカルセドニー。
クォーザイト、アベンチュリン（インド翡翠）
クォーザイトは日本語で珪岩のこと。これを染色すると、翡翠によく似た石となる。アベンチュリンはその変種で、クロム白雲母の結晶の色から緑色にみえる。ごく安価であり、パワーストーンを扱う店にはよく陳列されている。
サーペンティン （コリアンジェイド）
日本語では蛇紋石。翡翠に似た触感と脂肪光沢のある石であり、翡翠と同じく蛇紋岩中に含まれる。安価で、翡翠より硬度が低いため彫刻用として利用されている。
アイドクレーズ（アメリカンジェイド、カリフォルニアンジェイド）
ベスブ石という鉱物の一種。そのなかで緑色をしている変種をアイドクレーズという。
ハイドログロシュラライト（アフリカ翡翠、トランスバールジェイド）
緑色の柘榴石（ガーネット）の一種。黒い斑点状に磁鉄鉱を含む場合が多い。
マウ・シット・シット (Maw-Sit-Sit)
ヒスイ輝石によく似た組成のユーレアイト（コスモクロア輝石）が主成分。ミャンマーのマウ・シット・シット渓谷で産出される。黒っぽい色で宝飾品としてはあまり人気がない。
メタジェイド
翡翠の模造石。ガラスを加熱して、ゆっくりと冷やすことで部分的に結晶化させて半透明化させたもの。
染色クンツァイト
翡翠の模造品。質の悪いクンツァイト（リチア輝石）や色の悪いクンツァイトに対して、しばしば染色され旅行客相手に販売されていることがある。染色することによりロウカン質を思わせる透明感と色合に仕上がる。

### 染色
昨今の染色技術は、肉眼による鑑別が不可能な域にまで達し、それ故、染色された翡翠を天然の色であるように偽って高値で販売されることも少なくない。このような場合、鑑別にはチェルシーフィルターという、特殊な波長特性を持つ光学フィルターが使われる。一般に、緑色の翡翠の鑑別に用いられるが、ラベンダー翡翠の鑑別用フィルターも作られている。